# Black Cat (stripfiguur)
De Black Cat (echte naam Felicia Hardy) is een fictieve antiheld uit de strips van Marvel Comics. Ze was een oude vijand en oude liefde van Spider-Man. Ze werd bedacht door Marv Wolfman en Keith Pollard, en verscheen voor het eerst in The Amazing Spider-Man #194 (juli 1979). Van Black Cat werd onterecht gedacht dat ze was gebaseerd op DC Comics' Catwoman.
Black Cat is een ervaren inbreker, die nu regelmatig criminelen bevecht.

## Biografie
Felicia's vader was een beruchte inbreker die haar aanmoedigde altijd voor het beste te gaan en niet tevreden te zijn met een tweede plaats. Toen ze werd misbruikt door haar vriend Ryan, besloot ze ondanks alle mogelijke gevolgen hem te vermoorden. Ze zette haar studie aan de kant en trainde zichzelf in verschillende gevechtsstijlen en acrobatiek. Ryan kwam echter om het leven bij een auto-ongeluk. Kwaad dat de kans wraak te nemen voor wat haar was aangedaan haar werd ontnomen, besloot ze haar nieuwe vaardigheden te gebruiken om in haar vaders voetsporen te treden. Ze nam de identiteit van de Black Cat aan. Korte tijd later ontmoette ze Spider-Man. Hij werd de eerste man van wie zij vond dat ze hem kon vertrouwen. Spider-Man op zijn beurt probeerde Felicia op te laten houden met haar misdaden.
Black Cat kreeg de mogelijkheid zichzelf te bewijzen toen ze ontdekte dat de Kingpin een krachtig explosief bezat. Owl wilde dit wapen gebruiken om New York te gijzelen, maar tegelijk wilde Dr. Octopus het wapen hebben om New York te vernietigen. Black Cat kwam tussenbeide en stal het item. Deze diefstal maakte haar het doelwit van Dr. Octopus. Ze overleefde de aanval van hem en zijn handlangers enkel door tussenkomst van Spider-Man, die haar op tijd naar het ziekenhuis wist te brengen. Hier besefte Spider-Man hoe zeer hij om Felicia gaf. Nadat ze was genezen kregen de twee een relatie en al snel onthulde Spider-Man zijn ware identiteit aan haar. Felicia kon echter maar moeilijk accepteren dat Peter de man achter het masker was. Dit bemoeilijkte te relatie.
Na haar bijna-doodervaring in Spectacular Spider-Man #75, vreesde Felicia dat haar gebrek aan superkrachten haar altijd kwetsbaar maakte, en dat Spider-Man kon omkomen bij het beschermen van haar. Daarom zocht ze een manier om zijn gelijke te worden in kracht. Nadat ze ontdekte dat Tony Stark vermist werd, Henry Pym haar nooit terugbelde en ze werd afgewezen door de Avengers en de Fantastic Four, kreeg Felicia de kans aangeboden om een soortgelijke behandeling als de Scorpion en de Human Fly te ondergaan. De Kingpin koos Black Cat uit als zijn testpersoon om wraak te nemen voor de diefstal die ze had gepleegd. Zich schamend dat haar nieuwe krachten van de Kingpin kwamen, hield Felicia haar nieuwe vaardigheden geheim voor Peter. Het bleek echter al snel dat haar “ongelukskracht” ook Spider-Man trof, wat precies Kingpins bedoeling was.
De relatie tussen Spider-Man en Felicia liep stuk. Hij besefte al snel dat er iets mis was met zijn eigen geluk, en zocht de hulp van Dr. Strange om dit terug te draaien. Dr. Strange slaagde hierin, maar veranderde daarbij ook de bron van Spider-Mans ongeluk. Hierdoor kreeg Felicia nieuwe krachten waaronder bovenmenselijke spierkracht, wendbaarheid, balans, zicht en intrekbare klauwen. Felicia had een tijdje een relatie met de huurmoordenaar Foreigner. Daarna vertrok ze naar Europa voor een nieuw leven.
Jaren later kwam ze terug naar Amerika om Peter te zoeken, en was dan ook woedend toen Venom haar vertelde dat Peter getrouwd was met Mary Jane Watson. Een tijdje stalkte ze het koppel, maar uiteindelijk accepteerde ze Peters beslissing.
Tijdens de Civil Wars verhaallijn werd Black Cat lid van de Heroes for Hire.

## Krachten en vaardigheden
Oorspronkelijk had Black Cat geen superkrachten. Later werd echter onthuld dat ze een nog niet geactiveerde mutantenkracht had om kansen te beïnvloeden. Deze kracht werd later geactiveerd door Kingpin via een soortgelijke behandeling als Scorpion had ondergaan. De gave werd actief onder invloed van stress en zorgde ervoor dat iedereen in haar directe omgeving gevoelig werd voor rare ongelukken zoals struikelen over voorwerpen, pistolen die opeens niet meer werken enz. Deze gave bleek echter iedereen te beïnvloeden, ook diegene die ze geen kwaad wilde doen. Uiteindelijk veranderde Dr. Strange haar krachten om dit negatieve effect weg te nemen. Echter, zijn magische verandering van haar krachten gaf haar tijdelijk katachtige krachten zoals intrekbare klauwen, bovenmenselijke kracht en snelheid en infrarood zicht. Deze krachten verdwenen weer toen de magie was uitgewerkt.
Normaal heeft Black Cat de kracht, uithoudingsvermogen en lenigheid van een Olympische acrobaat. Ze is fysiek erg sterk en atletisch, en een expert in vechtsporten. Ze kan meerdere gewapende tegenstanders tegelijk aan.
Black Cat heeft ook verschillende apparaten van de Tinkerer gekregen die haar wendbaarheid en kracht vergroten. Ze heeft contactlenzen die haar in staat stellen op verschillende lichtspectrums te kijken, waaronder infrarood, ultraviolet en nachtzicht. Haar kostuum bevat krachtversterkende “micro-servos. De handschoenen van haar kostuum bevatten intrekbare klauwen die door de meeste materialen heen kunnen snijden. Verder zit er een miniatuur kabel met klimhaak in haar handschoen.

## Publicatiegeschiedenis
Bedenker Marv Wolfman was oorspronkelijk van plan om van Black Cat een superschurk en vijand van Spider-Woman te maken. Toen hij echter werd overgeplaatst naar de Amazing Spider-Man strips, nam hij het Black Cat-personage mee.
Black Cat kreeg naast optredens in Spider-Man-strips ook twee eigen miniseries.

## Ultimate Black Cat
In de Ultimate Marvel strips van Spider-Man is Black Cat, Felicia Hardy, een jonge vrouw die Kingpin de schuld geeft van haar vaders dood. Ze zoekt wraak, en stal daarom een onbetaalbaar tablet dat bestemd was voor Kingpins in coma verkerende vrouw. Kingpin huurde de huurmoordenares Elektra Natchios in om het tablet terug te halen. Toen Felicia het tablet in het water gooide, leek Elektra Felicia te vermoorden. Later werd echter geen lichaam gevonden.
Ze keerde terug tijdens een bendeoorlog, en bood Hammerhead haar hulp aan zodat ze samen Kingpin konden verslaan. Ze kreeg ook een relatie met Spider-Man, maar dat liep stuk toen ze zag hoe jong hij nog was.
De Ultimate versie van Black Cat is een mutant van een laag niveau. Haar kracht en lenigheid zijn gelijk aan die van Spider-Man. In tegenstelling tot haar tegenhanger uit de standaardstrips heeft Felicia in Ultimate Marvel kort bruin haar, en draag altijd een witte pruik als onderdeel van haar Black Cat-kostuum.

## Black Cat in andere media
- Felicia Hardy verschijnt in de film The Amazing Spider-Man 2 (2014), waarin ze gespeeld door Felicity Jones.
- Felicia Hardy en haar alter ego Black Cat verschenen in de animatieserie Spider-Man: The Animated Series (1994-1998), waarin Felicia Peters eerste vriendin was. Ze was de dochter van de zakenvrouw Anastasia Hardy. Ze had alleen vage herinneringen aan haar vader, een juwelendief bekend als The Cat, die al jaren in de gevangenis zat omdat hij de laatste was die de formule van het supersoldatenserum dat Captain America zijn kracht gaf nog wist. Felicia had een korte relatie met Jason Macendale, totdat bleek dat hij de Hobgoblin was. Felicia werd uiteindelijk de Black Cat toen Kingpin een verbeterde versie van het supersoldatenserum op haar testte. Als Black Cat hielp ze Spider-Man een aantal maal, waaronder tijdens de “Secret Wars”-trilogie.
- In Spider-Man: The New Animated Series, verscheen de schurk Talon, die duidelijk gebaseerd was op Black Cat.
- Black Cat verscheen als zowel bespeelbaar als niet bespeelbaar personage in een aantal computerspellen, zoals the Spider-Man Arcade game, Maximum Carnage, Spider-Man Spider-Man 2.